# Pere Nin Vilella
Pere Nin Vilella (Igualada, 1933-Barcelona, 1997) fue un locutor de radio y radiofonista catalán.
Procedente del mundo del teatro amateur, entró en la emisora de Radio Nacional de España (RNE) en Barcelona a mediados de la década de 1950. Tras pasar unos pocos años en la estación andorrana Andorradio, donde llegó a trabajar como locutor en tres idiomas distintos (catalán, español y, ocasionalmente, francés), regresó a la delegación catalana de Radio Nacional, donde poco después empezó su carrera directiva, en la que llegó a desempeñar el cargo de Jefe de Programas y Emisiones. Entre 1972 y 1974, impulsó un cambio en la programación para hacerla más ágil, introduciendo espacios considerados precursores de los futuros magazines. En esa época, Nin situó a un entonces desconocido Luis del Olmo al frente de un programa llamado Protagonistas, que se mantuvo durante más de cuatro décadas en las ondas.
Asimismo, fue uno de los máximos promotores y quien diseñó las primeras parrillas de programación de Ràdio 4, emisora de RNE que se convirtió, en diciembre de 1976, en la pionera en las emisiones en catalán y para todo el ámbito de Cataluña tras la guerra civil española. 
- Datos: Q6072249